# Be'er Ja'akov (nádraží)
Be'er Ja'akov (hebrejsky: באר יעקב) je železniční stanice na železniční trati Tel Aviv-Aškelon v Izraeli.
Leží v centrální části Izraele v pobřežní nížině, v nadmořské výšce cca 60 metrů. Je situována na jihozápadní okraj města Be'er Ja'akov v ulici Derech Chajim a Simcha Hotzberg. Jihozápadně od stanice leží nemocnice Šmu'el ha-Rofe. Dál k jihu probíhá silnice číslo 431 dálničního typu. Podél ní z trati západně od stanice odbočuje k severozápadu samostatný traťový úsek (železniční trať Tel Aviv-Rišon le-Cijon) do železniční stanice Rišon le-Cijon ha-Rišonim (s plánovaným dalším prodloužením k západu).
Stanice byla otevřena roku 1998 v rámci zahušťování a obnovy železničního spojení mezi městy a Lod a Aškelon. Je obsluhována autobusovými linkami společnosti Egged. Jsou tu k dispozici parkovací místa pro automobily.